# Koyamacalia rubescens
Koyamacalia rubescens là một loài thực vật có hoa trong họ Cúc. Loài này được (S.Moore) H.Rob. & Brettell mô tả khoa học đầu tiên năm 1973.